# اندری کریلیک
اندری کریلیک (اوکراینی: Андрій Яношевич Кірлік؛ زادهٔ ۲۱ نوامبر ۱۹۷۴) بازیکن فوتبال اهل اتحاد جماهیر شوروی سوسیالیستی است.
از باشگاه‌هایی که در آن بازی کرده‌است می‌توان به باشگاه فوتبال آرسنال کی‌یف، باشگاه فوتبال چورنومورتس اودسا، و باشگاه فوتبال متالیست خارکوف اشاره کرد.